# Prinzessin Hind und al-Hadschadsch

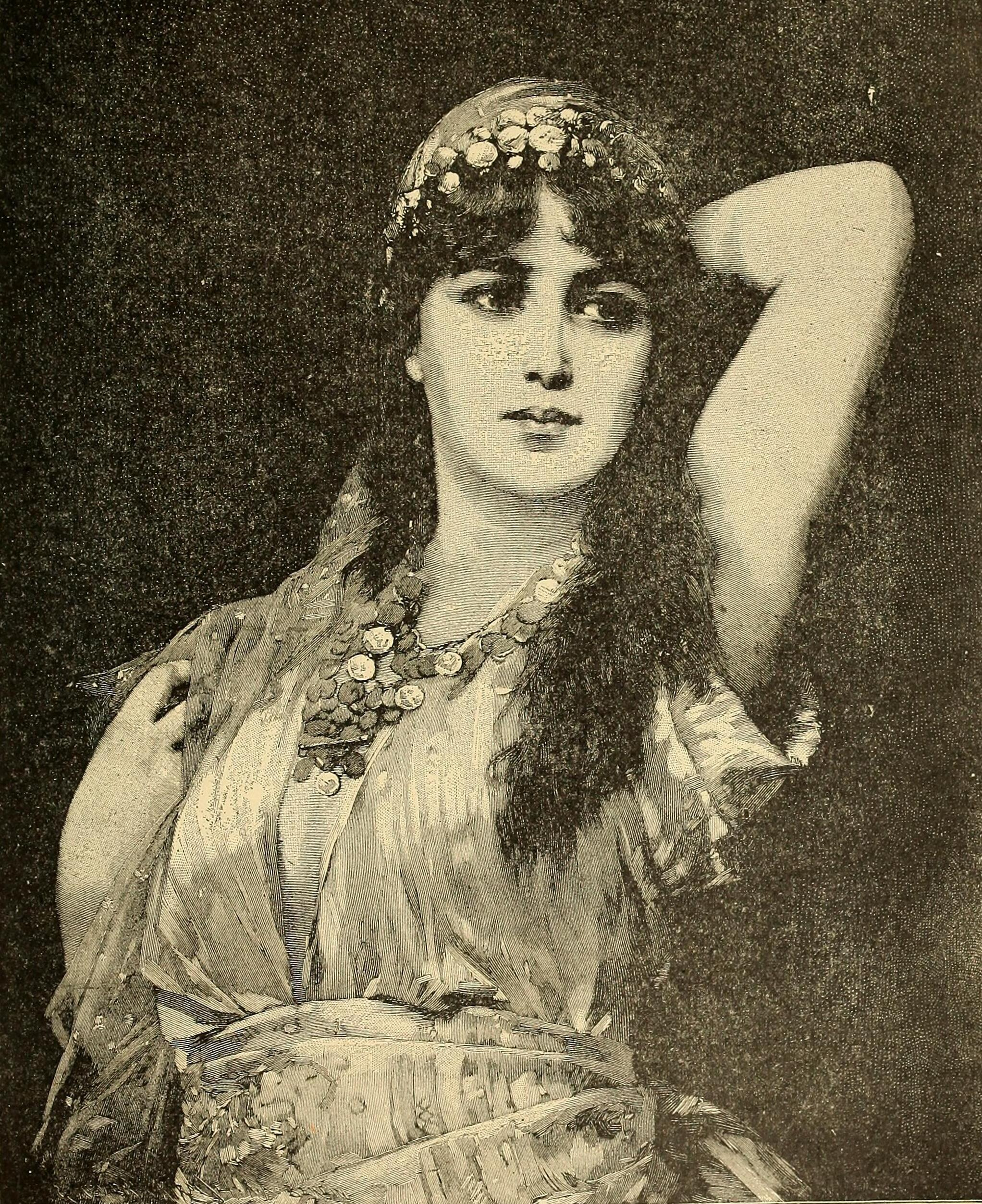
Die schöne Prinzessin Hind bint al-Nu'man (Symbolbild).

Prinzessin Hind und al-Hadschadsch bzw. Hind bint al-Nu'man und al-Hadschadsch ist eine Erzählung aus Tausendundeiner Nacht. In der Arabian Nights Encyclopedia wird sie als ANE 212 gelistet (→ Tausendundeine Nacht – Liste der Geschichten). 
Die fiktive Erzählung handelt von einer besseren Beziehungspartie für die Lachmiden-Prinzessin Hind bint al-Nu'man mit dem Umayyaden-Kalifen Abd al-Malik (reg. 685–705).

## Handlung
Prinzessin Hind bint al-Nu'man war die schönste Frau ihrer Zeit. Als al-Hadschadsch, der Statthalter von Kufa, von ihrer Schönheit und Anmut hörte, warb er um sie und vermählte sich schließlich mit ihr, als er sich verpflichtete neben ihrer Morgengabe noch zweihunderttausend weitere Dirham zu bezahlen. Später trennte er sich jedoch von ihr aufgrund von Spottversen und Hind erklärte, sie habe nicht einen Tag Freude an ihm gehabt. Nun erfuhr der Kalif Abd al-Malik Ibn Marwan, dass sie unverheiratet war und warb um sie. Hind stimmte zu, jedoch nur unter der Bedingung, dass al-Hadschadsch barfuß, ihr Kamel in die Stadt führen soll. Als sie dort ankommen, lässt sie eine Dinarmünze fallen und bittet al-Hadschadsch, den „Dirham“ aufzuheben. Als er protestiert, dass es sich nicht um einen Dirham (Silbermünze), sondern um einen Dinar (Goldmünze) handelt, sagte sie: „Gott sei gepriesen, dass er uns einen Dinar statt eines Dirham gegeben hat.“, eine Anspielung darauf, dass sie mit Abd al-Malik eine bessere Partie gefunden hat. Fortan blieb sie als Konkubine beim Kalifen.

## Fehler in der Erzählung
Die Geschichte hat einen Zeitfehler von rund einem Jahrhundert. Hind bint al-Nu'man war eine Tochter des letzten Lachmiden-Königs Al-Nu'man III ibn al-Mundhir (reg. 582 bis ca. 602), al-Hadschadsch wurde aber erst im Jahr 694 Statthalter von Kufa und der Kalif Abd al-Malik Ibn Marwan herrschte von 685 bis zum Jahr 705.

## Rezeption

### Erwähnung in klassisch-arabischer Literatur
In der klassisch-arabischen Literatur wird die Geschichte in Kitab al-Mahasin wa al-Addad, das fälschlicherweise al-Dschahiz (776–869) zugeschrieben wird, in al-Mustaraf von al-Ibschihi (15. Jahrhundert), in I'lam al-Nas von al-Itlidi (17. Jahrhundert) und in al-Batlunis Kitab al-Taliyat al-khawatir (19. Jahrhundert) Erwähnung.

### Tausendundeine Nacht-Rezeption
Die Geschichte findet sich in den ägyptischen Manuskripten und den frühen Druckausgaben von Tausendundeine Nacht, mit Ausnahme der Breslauer Ausgabe. Auf die Kalkutta-II-Edition griffen Richard Francis Burton und Enno Littmann für ihre Übersetzungen zurück.

## Ausgaben
- Richard Francis Burton: Arabian Nights, Burton Club, 1900 (Erstausgabe 1885–1888), Band 7, S. 96–99.
- Enno Littmann: Die Erzählungen aus den tausendundein Nächten, Insel Verlag, Frankfurt 1968 (Erstausgabe 1922–1928), Band 4, S. 623–626.